# Монгалска газела
Монгалска газела (лат. Eudorcas albonotata) је врста сисара из реда папкара (Artiodactyla) и породице шупљорожаца (Bovidae).

## Распрострањење
Ареал врсте је ограничен на мањи број држава. Врста је присутна у Јужном Судану укључујући област некадашње провинције Монгале по којој је врста названа и у Етиопији (непотврђено).

## Станиште
Станишта врсте су саване, травна вегетација и екосистеми ниских трава и шумски екосистеми.

## Угроженост
Ова врста није угрожена, и наведена је као последња брига јер има широко распрострањење.